# Asplenium badense
Asplenium badense är en svartbräkenväxtart som först beskrevs av D.E.Mey., och fick sitt nu gällande namn av Jermy. Asplenium badense ingår i släktet Asplenium och familjen Aspleniaceae. Inga underarter finns listade.